# Riskær - avantgardekapitalisten
|  | Denne artikel er oprettet af botten PalnaBot ud fra en ekstern database. Den kan derfor have sproglige fejl eller mangler. Denne skabelon kan fjernes efter kontrol af indholdet. |

Riskær - avantgardekapitalisten er en film instrueret af Christoffer Boe og Mads Lund.

## Handling
Klaus Riskær Pedersen er en af Danmarks mest omtalte og mest kontroversielle erhvervsmand. Han har været i mediernes søgelys i snart 40 år. Han har skabt et utal af virksomheder som tilsammen har genereret hundreder af millioner i overskud. Der har været privatfly, palæ-villaer, limousiner, kvinder, skilsmisser og en personlig konkursgæld på 150 mio. kr. - alt sammen udspillet i det offentlige rum. Nu er han blevet idømt 7 års fængsel i byretten. Han venter på at appelsagen skal begynde i landsretten. Hvem er manden, Klaus Riskær? Og hvad siger han til udsigten at få berøvet sin frihed?